# 陈荣悌
陈荣悌（1919年11月7日—2001年11月15日），男，重庆垫江人，中国物理化学家、无机化学家，中国科学院院士。

## 生平
陈荣悌于1937年考入湖南大学化学系。翌年因湖南大学迁校而转入四川大学。1941年毕业后考入武汉大学研究生院学习。1944年毕业，前往国立中央大学任教。1947年赴美留学，1952年获印第安纳大学博士学位。同年在西北大学化学系从事博士后研究，师从弗瑞德·巴索罗（Fred Basolo）教授。1953年后在芝加哥大学低温研究室任研究员。
1954年陈荣悌回到中国，此后长期任教于南开大学化学系。1956年加入中国民主促进会。文革期間，因留學經歷，成为“牛鬼蛇神”的美国特务，陈荣悌后来曾对学生回忆起，当时红卫兵曾经质问他，为什么要放弃在美帝那么优越的生活和工作条件回到祖国来？自然，他無論如何都會被关进“牛棚”，连基本的人身自由都失去。還被剃成“阴阳头”游街示众，接受“革命群众”批斗，强迫他交待进行“特务活动”的“罪行”，遭受了种种非人的折磨。这段是非不分、黑白颠倒的日子，怀着满腔报国热情、历尽千辛万苦归国的陈荣悌，在身心饱受摧残的至暗时光，教学和科研也停止，卻没有消沉和退却，還拯救很多學生，比如他的弟子，後來任天津市一轻局研究所所長的周良彦，年輕時曾因表示氯气有毒，以「破坏革命生产罪名」被關，放到劳改农场十餘年，陈荣悌向有关部门陈情事实，拿出当年周良彦那篇署名发表的论文，“右派帽子”才很快摘掉，有的学生因长期受迫害而精神失常，有时一坐半天也没有一句话，或者只是流泪不已。陈荣悌都会在书房里认真地接待这些学生，耐心倾听诉求，努力开导并给予力所能及的帮助，经常吩咐另一徒弟陈昌亚教師，领着这些人去用餐。文革后期，陈荣悌和几个铁杆票友，邀请天津戏校的京剧名角，常常聚在一起悄悄地唱京剧。1978年，当科学的春风吹进南开园时，陈荣悌又立刻投入到因“文化大革命”而中断十多年的线性热力学函数关系的研究中。
2001年11月在天津逝世，享年82岁。

## 社会兼职
曾任全国政协常委、天津市人大常委会副主任等职。

## 荣誉
1980年当选中国科学院化学部学部委员（院士）。